# Je ne suis pas prête pour Noël

Je ne suis pas prête pour Noël (I'm Not Ready for Christmas) est un téléfilm de Noël américain réalisé par Sam Irvin, et diffusé le 14 novembre 2015 sur Hallmark Channel.

## Fiche technique
- Titre original : I'm Not Ready for Christmas
- Réalisation : Sam Irvin
- Scénario :  Hanz Wasserburger
- Musique : Nick Soole
- Durée : 84 minutes
- Pays :  États-Unis
- Date : 2015

## Distribution
- Alicia Witt (VF : Marie Giraudon) : Holly Nolan
- Brigid Brannagh (VF : Ariane Deviègue) : Rose Geller
- Dan Lauria (VF : Sylvain Lemarié) : le Père Noël
- Eli Baldwin : Damon Brouhard
- George Stults (VF : Thomas Roditi) : Drew Vincent
- Maxwell Caulfield (VF : Bernard Bollet) : Greydon DuPois
- Mia Bagley (en) : Anna Gellar
- Walter Platz : Berkeley O'Connell

## Accueil
Le téléfilm a été vu par 3,6 millions de téléspectateurs lors de sa première diffusion.